# 11e cérémonie des prix Feroz
La 11e cérémonie des Prix Feroz (ou Premios Feroz), organisée par l'Asociación de Informadores Cinematográficos de España, se déroule le 26 janvier 2024 à Saragosse et récompense les films et séries sortis en 2023.
Le film 20000 espèces d'abeilles (20.000 especies de abejas) de Estibaliz Urresola Solaguren remporte deux prix : meilleur film dramatique et meilleure actrice dans un second rôle pour Patricia López Arnaiz. Le film d'animation Mon ami robot (Robot Dreams) de Pablo Berger remporte trois prix : meilleure comédie, meilleure musique originale et meilleure affiche. La série La mesías de Javier Ambrossi et Javier Calvo remporte six prix : meilleure série dramatique, meilleur scénario pour une série et les quatre prix d'interprétation dans une série,.

## Palmarès

### Cinéma

#### Meilleur film dramatique
- 20000 espèces d'abeilles (20.000 especies de abejas) de Estibaliz Urresola Solaguren
  - Un amor de Isabel Coixet
  - Fermer les yeux (Cerrar los ojos) de Víctor Erice
  - Le Cercle des neiges (La sociedad de la nieve) de Juan Antonio Bayona
  - La llegada de Alejandro Rojas et Juan Sebastián Vásquez

#### Meilleure comédie
- Mon ami robot (Robot Dreams) de Pablo Berger
  - Bajo terapia de Gerardo Herrero
  - Las chicas están bien de Itsaso Arana
  - Mamacruz de Patricia Ortega
  - Te estoy amando locamente de Alejandro Marín

#### Meilleur réalisateur
- Juan Antonio Bayona pour Le Cercle des neiges (La sociedad de la nieve)
  - Isabel Coixet pour Un amor
  - Víctor Erice pour Fermer les yeux (Cerrar los ojos)
  - Elena Martín pour Creatura
  - Estibaliz Urresola Solaguren pour 20000 espèces d'abeilles (20.000 especies de abejas)

#### Meilleure actrice
- Malena Alterio pour Que nadie duerma
  - Laia Costa pour Un amor
  - Kiti Mánver pour Mamacruz
  - María Vázquez pour Matria
  - Carolina Yuste pour Saben aquell

#### Meilleur acteur
- David Verdaguer pour Saben aquell
  - Alberto Ammann pour La llegada
  - Enric Auquer pour El maestro que prometió el mar
  - Hovik Keuchkerian pour Un amor
  - Manolo Solo pour Fermer les yeux (Cerrar los ojos)

#### Meilleure actrice dans un second rôle
- Patricia López Arnaiz pour 20000 espèces d'abeilles (20.000 especies de abejas)
  - Ane Gabarain pour 20000 espèces d'abeilles (20.000 especies de abejas)
  - Luisa Gavasa pour El maestro que prometió el mar
  - Aitana Sánchez-Gijón pour Que nadie duerma
  - Ana Torrent pour Fermer les yeux (Cerrar los ojos)

#### Meilleur acteur dans un second rôle
- La Dani pour Te estoy amando locamente
  - Luis Bermejo pour Un amor
  - Hugo Silva pour Un amor
  - José Coronado pour Fermer les yeux (Cerrar los ojos)
  - Oriol Pla pour Creatura

#### Meilleur scénario
- Juan Sebastián Vásquez et Alejandro Rojas pour La llegada
  - Estibaliz Urresola Solaguren pour 20000 espèces d'abeilles (20.000 especies de abejas)
  - Isabel Coixet et Laura Ferrero pour Un amor
  - Víctor Erice et Michel Gaztambide pour Fermer les yeux (Cerrar los ojos)
  - Elena Martín et Clara Roquet pour Creatura

#### Meilleure musique originale
- Alfonso de Vilallonga pour Mon ami robot (Robot Dreams)
  - Federico Jusid pour Fermer les yeux (Cerrar los ojos)
  - Zeltia Montes pour Que nadie duerma
  - Michael Giacchino pour Le Cercle des neiges (La sociedad de la nieve)
  - Nico Casal pour Te estoy amando locamente

#### Meilleure bande annonce
- Harry Eaton pour Le Cercle des neiges (La sociedad de la nieve)
  - Liviu Neagoe pour 20000 espèces d'abeilles (20.000 especies de abejas)
  - Elena Gutiérrez pour Fermer les yeux (Cerrar los ojos)
  - Miguel Ángel San Antonio pour Saben aquell
  - Mikel Garmilla pour Te estoy amando locamente

#### Meilleure affiche
- José Luis Ágreda pour Mon ami robot (Robot Dreams)
  - Cristina Hernández Bernardo pour 20000 espèces d'abeilles (20.000 especies de abejas)
  - Sergio Rozas et Manolo Pavón pour Fermer les yeux (Cerrar los ojos)
  - Alejandro Llamas Sánchez pour O corno
  - Iñaki Villuendas et José Haro pour Hermana muerte

### Télévision

#### Meilleure série dramatique
- La mesías
  - Dévoré par les flammes (El cuerpo en llamas)
  - El hijo zurdo
  - Rapa (saison 2)
  - Selftape

#### Meilleure série comique
- Poquita fe
  - Citas Barcelona
  - Esto no es Suecia
  - El otro lado

#### Meilleure actrice
- Lola Dueñas pour La mesías
  - Úrsula Corberó pour Dévoré par les flammes (El cuerpo en llamas)
  - Ana Rujas pour La mesías
  - Macarena García pour La mesías
  - Esperanza Pedreño pour Poquita fe

#### Meilleur acteur
- Roger Casamajor pour La mesías
  - Javier Cámara pour Rapa (saison 2)
  - Raúl Cimas pour Poquita fe
  - Patrick Criado pour Las noches de Tefía
  - Quim Gutiérrez pour Dévoré par les flammes (El cuerpo en llamas)

#### Meilleure actrice dans un second rôle
- Irene Balmes pour La mesías
  - Amaia pour La mesías
  - Carmen Machi pour La mesías
  - Tamara Casellas pour El hijo zurdo
  - Julia de Castro pour Poquita fe

#### Meilleur acteur dans un second rôle
- Albert Pla pour La mesías
  - Andreu Buenafuente pour El otro lado
  - Chani Martín pour Poquita fe
  - Biel Rossell Pelfort pour La mesías
  - José Manuel Poga pour Dévoré par les flammes (El cuerpo en llamas)

#### Meilleur scénario de série
- La mesías
  - Dévoré par les flammes (El cuerpo en llamas)
  - El hijo zurdo
  - El otro lado
  - Poquita fe

### Prix spéciaux

#### Prix Feroz d'honneur
- Mónica Randall

## Statistiques

### Cinéma

#### Nominations multiples
10 : Fermer les yeux (Cerrar los ojos)
7 : Un amor, 20000 espèces d'abeilles (20.000 especies de abejas)
4 : Te estoy amando locamente, Le Cercle des neiges
3 : Mon ami robot, Saben aquell, Que nadie duerma, La llegada, Creatura

#### Récompenses multiples
3 : Mon ami robot
2 : 20000 espèces d'abeilles (20.000 especies de abejas), Le Cercle des neiges

### Télévision

#### Nominations multiples
11 : La mesías
6 : Poquita fe
5 : Dévoré par les flammes (El cuerpo en llamas)
3 : El hijo zurdo, El otro lado
2 : Rapa (saison 2)

#### Récompenses multiples
6 : La mesías